# SN 2002gc
SN 2002gc – supernowa typu Ia odkryta 3 października 2002 roku w galaktyce UGC 1394. W momencie odkrycia miała maksymalną jasność 17,40m.